# Kolpík bílý
Kolpík bílý (Platalea leucorodia) je středně velký druh brodivého ptáka z čeledi ibisovitých.

## Popis
Vyznačuje se neobvyklým tvarem zobáku, který je na špičce lžícovitě rozšířený. Dospělí ptáci jsou celí bílí, s žlutohnědou skvrnou na hrudi a chocholkou v týle. Nohy a zobák jsou černavé. Mladí ptáci se liší masově zbarveným zobákem a černými špičkami letek.

## Hnízdění a tah
Kolpík bílý hnízdí v mírném pásmu Evropy od Nizozemí na východ po jižní a střední Asii, izolované malé populace hnízdí také v severní polovině Afriky. V České republice se začal pravidelně objevovat až po roce 1945, poprvé zahnízdil v roce 1949 na jižní Moravě. V současné době hnízdí pravidelně v jižních Čechách, populace se v letech 2001–2003 pohybovala mezi 4–11 páry.
Hnízdí v Africe a jižní Asii. Z Evropy na zimu odlétá do tropické Afriky, odkud se na hnízdiště vrací v březnu nebo dubnu. Odlétá pak v srpnu až počátkem září. Po vyhnízdění se také pravidelně po nějaký čas zdržuje při pobřeží Severního moře a jako host zalétne do Švédska a Norska. V době hnízdění narůstají dospělým ptákům prodloužená pírka na hlavě. Hnízdí v koloniích, často ve společnostech s jinými ptáky, jako třeba volavkami nebo kormorány. Hnízdo si zakládá z rákosových a orobincových stébel na polámaném starém rákosu, ale také z klacíku a větviček na křovinách nebo dokonce i na stromech, obvykle na topolech nebo dubech. V jižním Španělsku si staví hnízda na korkových dubech. Hnízdo staví samec se samicí společně a zhusta je používají několik let.

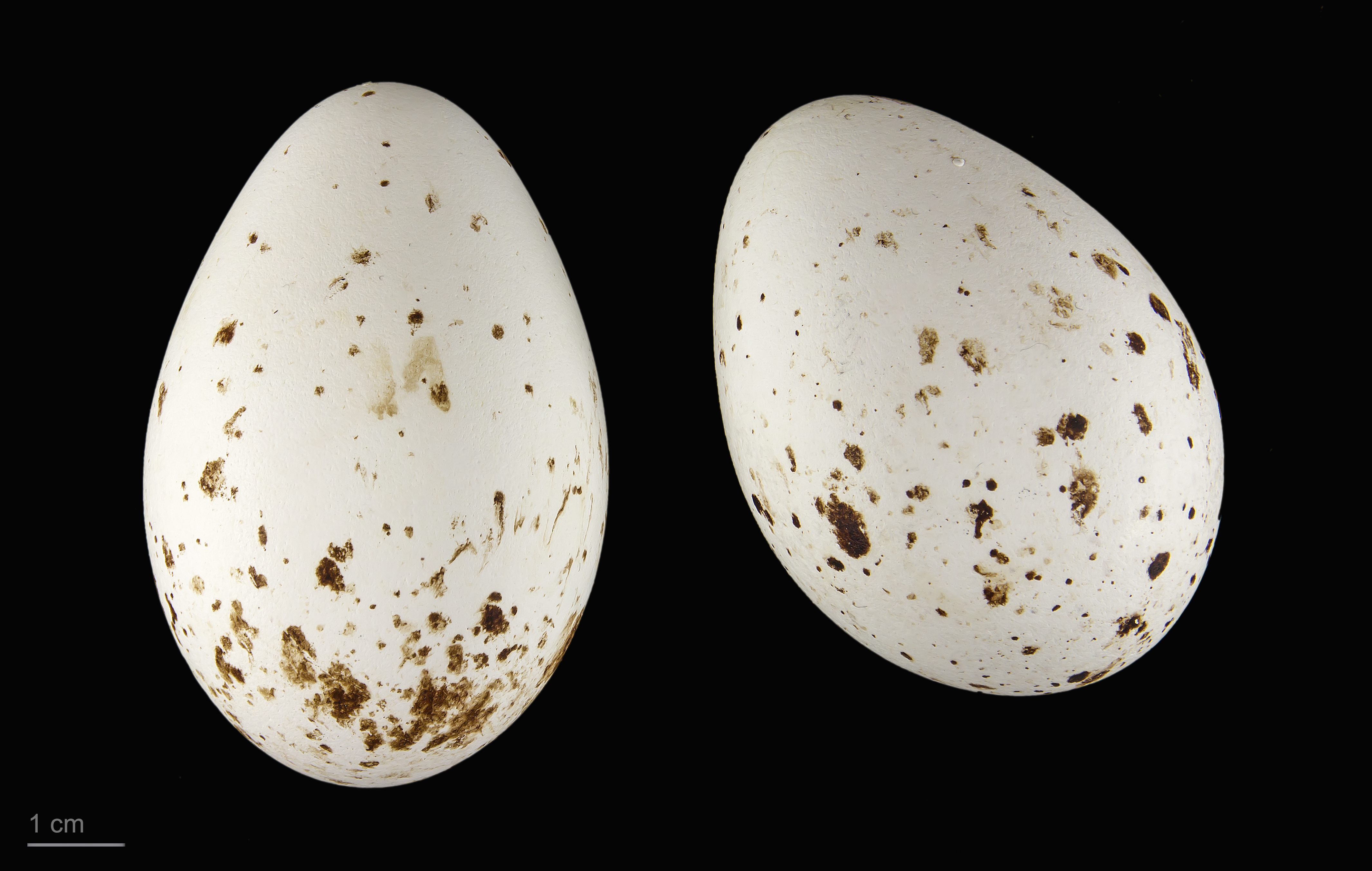
Vejce kolpíka bílého
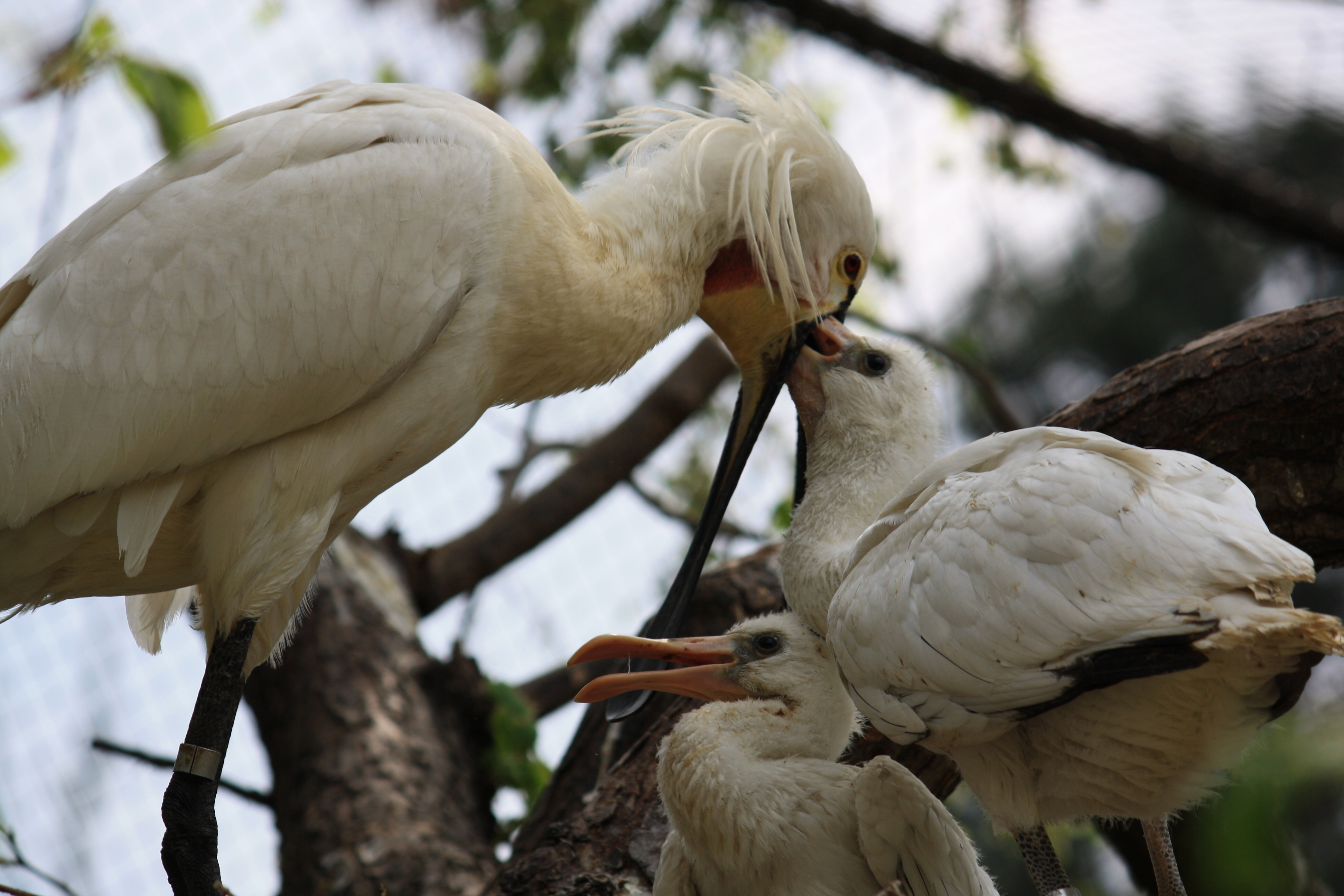
Krmení mláďat

## Chov v zoo
Kolpík bílý byl v červenci 2019 chován přibližně v sedmi desítkách evropských zoo. V rámci Česka se jednalo o čtyři zoo:
- Zoo Dvůr Králové
- Zoo Hluboká
- Zoopark Chomutov
- Zoo Praha

Na Slovensku byl v červenci 2019 tento druh chován v Zoo Bojnice a Zoo Košice.

### Chov v Zoo Praha
Kolpík bílý byl v Zoo Praha chován již v letech 1931 až 1956. První dva jedinci tohoto druhu v novodobém období byli dovezeni do pražské zoo z volné přírody, a to v 1995. V obou případech se jednalo o samice. Jedna z nich žije v zoo stále, druhá uhynula v roce 2013. Další zvířata se do pražské zoo dostala např. ze Zoo Hluboká v jižních Čechách, Zoo Bojnice na Slovensku, německé Zoo Berlín či francouzské Zoo Mulhouse. První mládě bylo odchováno v roce 2000 a ještě téhož roku následovala další. Od té doby se rozmnožuje tento druh pravidelně. Ke konci roku 2018 bylo chováno dvanáct jedinců (šest samců a šest samic).
Tento druh je k vidění v dolní části zoo, konkrétně v průchozí voliéře Delta za pavilonem Sečuán.